# Кайседо, Джонатан
Джонатан Клевер Кайседо Сепеда (исп. Jonathan Kléver Caicedo Cepeda; род. 28 апреля 1993, провинция Карчи, Эквадор) — эквадорский профессиональный шоссейный велогонщик, выступающий за команду мирового тура «EF Pro Cycling».

## Достижения
2015
1-й  Чемпион Эквадора — Индивидуальная гонка
3-й Чемпионат Эквадора — Групповая гонка
2016
1-й  Чемпион Панамерики — Групповая гонка
1-й — Этап 12 Вуэльта Коста-Рики
2-й Чемпионат Эквадора — Индивидуальная гонка
2017
4-й Вуэльта Колумбии — Генеральная классификация
2018
1-й  Вуэльта Колумбии — Генеральная классификация
1-й — Этап 2 Вуэльта Эквадора
2-й Вуэльта Астурии — Генеральная классификация
1-й  — Очковая классификация
3-й Вуэльта Мадрида — Генеральная классификация
6-й Уинстон-Сейлем Классик